# Style renouveau colonial espagnol

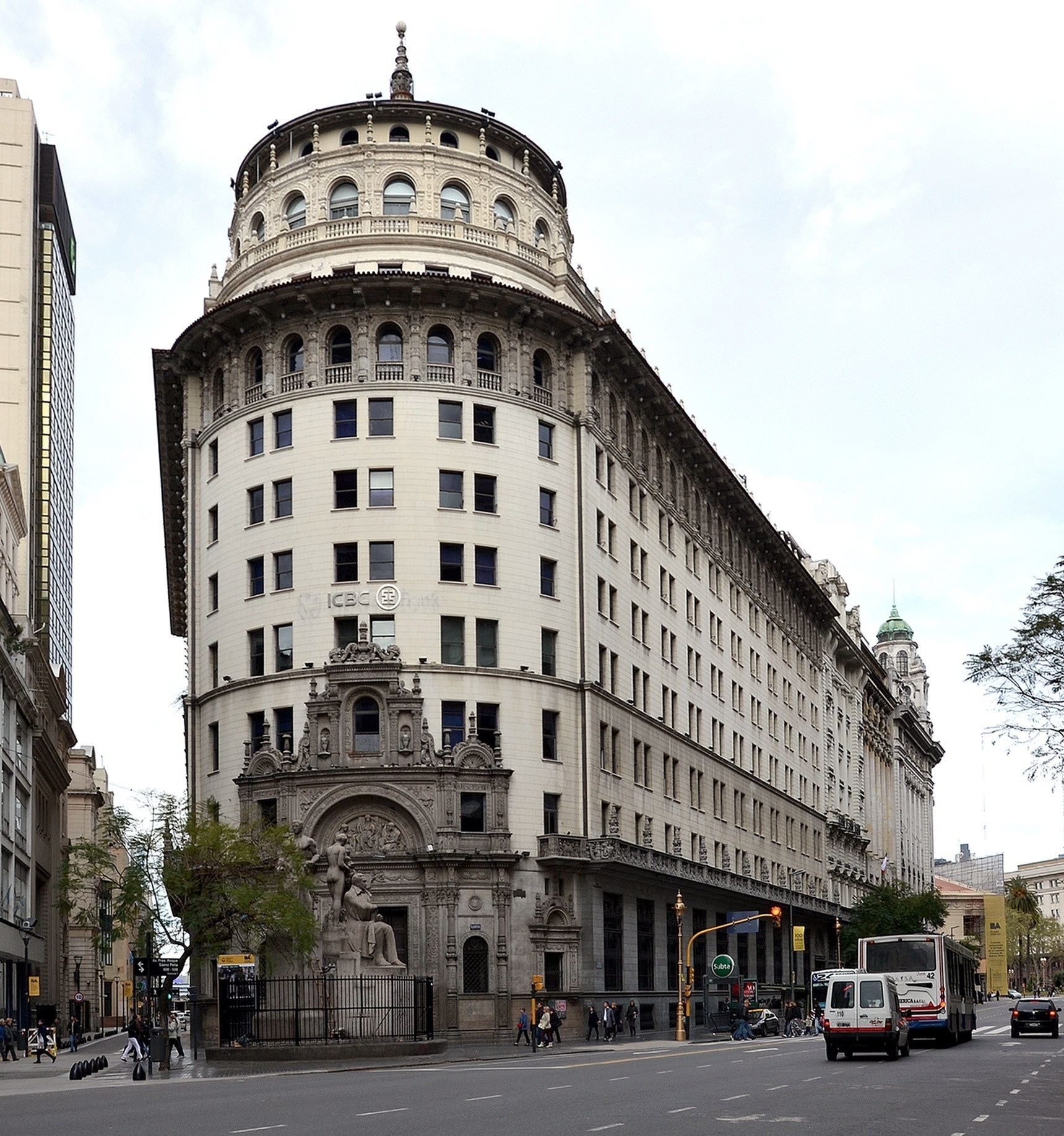
Ex-First Bank of Boston, Buenos Aires, Argentine, exemple du style renouveau colonial espagnol.

Le style renouveau colonial espagnol ou renouveau de l'architecture coloniale espagnole (en anglais : Spanish colonial revival style ou Spanish colonial revival architecture) est un mouvement stylistique architectural américain du début du XXe siècle basé sur l'architecture coloniale espagnole (en) de la colonisation espagnole des Amériques. Il est principalement présent en Californie et en Floride.
La Panama–California Exposition de 1915 à San Diego, en soulignant le travail de l'architecte Bertram Grosvenor Goodhue, est considérée comme l'événement qui a permis de faire connaître ce style dans tout le pays[réf. nécessaire].